# رضاکار
رضاکار (به بنگالی: রাজাকার) نامی بود که در جریان جنگ آزادی‌بخش بنگلادش در سال ۱۹۷۱ به نیروهای شبه نظامی سازمان‌دهی‌شده توسط پاکستان داده شد.
واژهٔ رضاکار از زبان فارسی گرفته شده و به معنی داوطلب است. نیروهای رضاکار بیشتر از بنگالی‌های طرفدار پاکستان و مهاجران اردوزبان ساکن پاکستان شرقی (بنگلادش امروز) تشکیل شده‌بود.
نیروی رضاکار در آغاز زیر فرماندهی کمیته‌های محلی هوادار پاکستان قرار داشت ولی از سال ۱۹۷۱ به عنوان بخشی از ارتش پاکستان درآمد. بسیاری از خشونت‌های بی‌رحمانه ارتش پاکستان در جریان جنگ ۹-ماهه در بنگلادش، به رضاکارها نسبت داده می‌شود.